# Discovery History
Discovery History je televizní kanál od společnosti Discovery Networks UK.
Tento kanál byl původně znám jako kanál Discovery Civilisation a byl určen pro poznávání historie a civilizací, ať už starých, či současných. 1. listopadu 2007 byl kanál Discovery Civilisations změněn na kanál Discovery Knowledge. Tento kanál se specializoval na programy o historii, biologii, inženýrství a kriminalitě.
Discovery Knowledge +1 zahájil vysílání v platformě Sky na kanále 551; 30. června 2008, byl ale 20. ledna 2009 přesunut na kanál 557, aby uvolníl místo novému kanálu Investigation Discovery.
7. listopadu 2010 byl kanál Discovery Knowledge nahrazen kanálem o historii se jménem Discovery History.
Tímto rebrandem se stal kanál "jediným britským kanálem zaměřeným na faktickou historii", protože podobné kanály History a Yesterday vysílají spíše pořady zaměřené na realitu.

## Vysílané pořady
- Industrial Revelations
- Finding the Fallen
- Time Team
- Planes That Never Flew
- Wartime Secrets With Harry Harris
- Weaponology
- World War I in Colour
- Unsolved History